# Idrissa Camará
Idrissa Camará (Bissau, 20 luglio 1993) è un calciatore guineense, attaccante dello Sciacca.

## Carriera

### Club
Comincia la sua carriera in Senegal, nell'Étoile Lusitana, società fondata nel 2008 da José Mourinho.
Arriva in Europa nel 2011 approdando alla squadra portoghese del Chaves, per poi trasferirsi dopo una stagione nella Tweede klasse, la seconda serie del campionato belga, al Visé, collezionando 52 presenze e 1 gol.
Nel novembre del 2014 si trasferisce in Italia alla Correggese, in Serie D. Con gli emiliani va a segno 8 volte in 41 partite nell'arco di due stagioni, e viene notato dall'Avellino, che ne acquista il cartellino il 1º luglio 2016 per disputare la Serie B. Nel match casalingo contro la Pro Vercelli ha esordito in Serie B e nella successiva gara casalinga contro lo Spezia ha giocato la sua prima partita da titolare con gli irpini.

### Nazionale
Viene convocato per la prima volta in nazionale appena maggiorenne nel 2010 ma ottiene la sua prima presenza a distanza di 6 anni, nel 2016, realizzando anche il suo primo gol.
Viene convocato per la Coppa d'Africa del 2017 in cui esordisce il 18 gennaio contro il Camerun.

## Statistiche

### Presenze e reti nei club
Statistiche aggiornate al 6 aprile 2025.
| Stagione          | Squadra               | Campionato        | Campionato | Campionato | Coppe nazionali | Coppe nazionali | Coppe nazionali | Coppe continentali | Coppe continentali | Coppe continentali | Altre coppe | Altre coppe | Altre coppe | Totale | Totale |
| Stagione          | Squadra               | Comp              | Pres       | Reti       | Comp            | Pres            | Reti            | Comp               | Pres               | Reti               | Comp        | Pres        | Reti        | Pres   | Reti   |
| ----------------- | --------------------- | ----------------- | ---------- | ---------- | --------------- | --------------- | --------------- | ------------------ | ------------------ | ------------------ | ----------- | ----------- | ----------- | ------ | ------ |
| 2012-2013         | Visé                  | D2                | 16         | 1          | CB              | 0               | 0               | -                  | -                  | -                  | -           | -           | -           | 16     | 1      |
| 2013-2014         | Visé                  | D2                | 34         | 0          | CB              | 1               | 0               | -                  | -                  | -                  | -           | -           | -           | 35     | 0      |
| nov. 2014         | Visé                  | D3                | 3          | 0          | CB              | 0               | 0               | -                  | -                  | -                  | -           | -           | -           | 3      | 0      |
| Totale Visé       | Totale Visé           | Totale Visé       | 53         | 1          |                 | 1               | 0               |                    | -                  | -                  |             | -           | -           | 54     | 1      |
| nov. 2014-2015    | Correggese            | D                 | 15+1       | 1          | CI-D            | 4               | 1               | -                  | -                  | -                  | -           | -           | -           | 20     | 2      |
| 2015-2016         | Correggese            | D                 | 26+2       | 7+2        | CI-D            | 2               | 0               | -                  | -                  | -                  | -           | -           | -           | 30     | 9      |
| Totale Correggese | Totale Correggese     | Totale Correggese | 41+3       | 8+2        |                 | 6               | 1               |                    | -                  | -                  |             | -           | -           | 50     | 11     |
| 2016-2017         | Avellino              | B                 | 17         | 0          | CI              | 0               | 0               | -                  | -                  | -                  | -           | -           | -           | 17     | 0      |
| 2017-2018         | Avellino              | B                 | 8          | 0          | CI              | 1               | 0               | -                  | -                  | -                  | -           | -           | -           | 9      | 0      |
| Totale Avellino   | Totale Avellino       | Totale Avellino   | 25         | 0          |                 | 1               | 0               |                    | -                  | -                  |             | -           | -           | 26     | 0      |
| gen.-giu. 2018    | Akragas               | C                 | 14         | 0          | CI-C            | -               | -               | -                  | -                  | -                  | -           | -           | -           | 14     | 0      |
| 2018-2019         | Varese                | Ecc.              | 22         | 6          | CI-Ecc.         | 6+2             | 5+2             |                    |                    |                    |             |             |             | 30     | 13     |
| 2019              | Agropoli              | D                 | 14         | 2          | CI-D            | 0               | 0               |                    |                    |                    |             |             |             | 14     | 2      |
| 2019-2020         | Luparnese             | D                 | 9          | 1          | -               | -               | -               |                    |                    |                    |             |             |             | 9      | 1      |
| 2020              | Vigasio               | Ecc.              | 6          | 0          | -               | -               | -               |                    |                    |                    |             |             |             | 6      | 0      |
| 2021              | Giugliano             | D                 | 18         | 0          | -               | -               | -               |                    |                    |                    |             |             |             | 18     | 0      |
| 2021-2022         | Vigasio               | Ecc.              | 22         | 3          | CI-Ecc.         | ?               | ?               |                    |                    |                    |             |             |             | 22     | 3      |
| 2022-2023         | Mazara                | Ecc.              | 26         | 3          | CI-Ecc.         | 2               | 1               |                    |                    |                    |             |             |             | 28     | 4      |
| ago.-dic. 2023    | Santa Croce           | Ecc.              | 11         | 0          | CI-Ecc.         | 2               | 1               |                    |                    |                    |             |             |             | 13     | 1      |
| dic. 2023-2024    | Athletic Club Palermo | Ecc.              | 12         | 1          | -               | -               | -               |                    |                    |                    |             |             |             | 12     | 1      |
| 2024-2025         | Sciacca               | Ecc.              | 25         | 2          | CI-Ecc.         | 8+4             | 0               |                    |                    |                    |             |             |             | 37     | 2      |
| Totale carriera   | Totale carriera       | Totale carriera   | 301        | 29         |                 | 32              | 10              |                    | -                  | -                  |             | -           | -           | 333    | 39     |

### Cronologia presenze e reti in nazionale
| Cronologia completa delle presenze e delle reti in nazionale ― Guinea-Bissau | Cronologia completa delle presenze e delle reti in nazionale ― Guinea-Bissau | Cronologia completa delle presenze e delle reti in nazionale ― Guinea-Bissau | Cronologia completa delle presenze e delle reti in nazionale ― Guinea-Bissau | Cronologia completa delle presenze e delle reti in nazionale ― Guinea-Bissau | Cronologia completa delle presenze e delle reti in nazionale ― Guinea-Bissau | Cronologia completa delle presenze e delle reti in nazionale ― Guinea-Bissau | Cronologia completa delle presenze e delle reti in nazionale ― Guinea-Bissau |
| Data                                                                         | Città                                                                        | In casa                                                                      | Risultato                                                                    | Ospiti                                                                       | Competizione                                                                 | Reti                                                                         | Note                                                                         |
| ---------------------------------------------------------------------------- | ---------------------------------------------------------------------------- | ---------------------------------------------------------------------------- | ---------------------------------------------------------------------------- | ---------------------------------------------------------------------------- | ---------------------------------------------------------------------------- | ---------------------------------------------------------------------------- | ---------------------------------------------------------------------------- |
| 16-11-2010                                                                   | Lisbona                                                                      | Capo Verde                                                                   | 2 – 1                                                                        | Guinea-Bissau                                                                | Amichevole                                                                   | -                                                                            | 84’                                                                          |
| 23-3-2016                                                                    | Bissau                                                                       | Guinea-Bissau                                                                | 1 – 0                                                                        | Kenya                                                                        | Qual. Coppa d'Africa 2017                                                    | 1                                                                            | 37’                                                                          |
| 27-3-2016                                                                    | Nairobi                                                                      | Kenya                                                                        | 0 – 1                                                                        | Guinea-Bissau                                                                | Qual. Coppa d'Africa 2017                                                    | -                                                                            |                                                                              |
| 4-6-2016                                                                     | Bissau                                                                       | Guinea-Bissau                                                                | 3 – 2                                                                        | Zambia                                                                       | Qual. Coppa d'Africa 2017                                                    | -                                                                            | 59’                                                                          |
| 4-9-2016                                                                     | Brazzaville                                                                  | Rep. del Congo                                                               | 1 – 0                                                                        | Guinea-Bissau                                                                | Qual. Coppa d'Africa 2017                                                    | -                                                                            |                                                                              |
| 18-1-2017                                                                    | Libreville                                                                   | Camerun                                                                      | 2 – 1                                                                        | Guinea-Bissau                                                                | Coppa d'Africa 2017 - 1º turno                                               | -                                                                            | 50’                                                                          |
| Totale                                                                       |                                                                              | Presenze                                                                     | 6                                                                            |                                                                              | Reti                                                                         | 1                                                                            |                                                                              |

## Palmares
Coppa Italia Dilettanti Lombardia: 1 (2018/2019)
Coppa Italia Dilettanti Sicilia: 1 (2024/2025)